# Гладіатор гірський
Гладіатор гірський (Malaconotus monteiri) — вид горобцеподібних птахів родини гладіаторових (Malaconotidae). Мешкає в Анголі та Камеруні.

## Підвиди
Виділяють два підвиди:
- M. m. perspicillatus (Reichenow, 1894) — гори Камеруну;
- M. m. monteiri (Sharpe, 1870) — гори північно-західної Анголи.

## Поширення і екологія
Гірські гладіатори машкають двома окремими популяціями на північному заході Анголи і в Камеруні. Вони живуть в гірських тропічних лісах на висоті до 1450 м над рівнем моря.

## Збереження
МСОП вважає стан збереження цього виду близьким до загрозливого. Популяцію гірських гладіаторів оцінюють в 1000-6700 птахів. Їм загрожує знищення природного середовища.